# Moon Express
Moon Express est une entreprise américaine fondée en 2010 dans le but de remporter le Google Lunar X Prize.